# Didier Sénac
Didier Sénac (ur. 2 października 1958 w Saint-Denis) – piłkarz francuski grający na pozycji środkowego obrońcy.

## Kariera klubowa
Karierę piłkarską Sénac rozpoczął w klubie RC Lens. W 1977 roku awansował do kadry pierwszego zespołu Laval. 2 maja 1978 roku zadebiutował w pierwszej lidze francuskiej w wygranym 3:1 domowym meczu ze Stade de Reims. Był to jego jedyny mecz w sezonie 1977/1978 w barwach Lens, a wiosną 1978 klub ten spadł do drugiej ligi. Od 1980 roku ponownie grał w pierwszej lidze. W zespole Lens Sénac występował do 1988 roku.
Jesienią 1988 roku Sénac odszedł z Lens do Girondins Bordeaux, gdzie, podobnie jak w Lens, był podstawowym zawodnikiem. W 1991 roku spadł z Bordeaux do drugiej ligi, ale już rok później wywalczył z nim awans do pierwszej. W Girondins Bordeaux grał do końca sezonu 1994/1995.
Latem 1995 Sénac przeszedł z Bordeaux do drugoligowego klubu Toulouse FC. Występował w nim przez rok, a następnie został piłkarzem trzecioligowego US Créteil-Lusitanos. Po dwóch latach gry w nim, w 1998 roku zakończył karierę piłkarską, w wieku 40 lat.
| Sezon   | Klub                 | Kraj    | Rozgrywki            | Mecze | Bramki |
| ------- | -------------------- | ------- | -------------------- | ----- | ------ |
| 1977/78 | RC Lens              | Francja | Ligue 1              | 1     | 0      |
| 1978/79 | RC Lens              | Francja | Ligue 2              | 21    | 0      |
| 1979/80 | RC Lens              | Francja | Ligue 1              | 25    | 0      |
| 1980/81 | RC Lens              | Francja | Ligue 1              | 32    | 1      |
| 1981/82 | RC Lens              | Francja | Ligue 1              | 37    | 3      |
| 1982/83 | RC Lens              | Francja | Ligue 1              | 37    | 1      |
| 1983/84 | RC Lens              | Francja | Ligue 1              | 33    | 0      |
| 1984/85 | RC Lens              | Francja | Ligue 1              | 29    | 0      |
| 1985/86 | RC Lens              | Francja | Ligue 1              | 34    | 2      |
| 1986/87 | RC Lens              | Francja | Ligue 1              | 36    | 0      |
| 1987/88 | RC Lens              | Francja | Ligue 1              | 11    | 1      |
| 1988/89 | Girondins Bordeaux   | Francja | Ligue 1              | 25    | 2      |
| 1989/90 | Girondins Bordeaux   | Francja | Ligue 1              | 32    | 1      |
| 1990/91 | Girondins Bordeaux   | Francja | Ligue 1              | 38    | 2      |
| 1991/92 | Girondins Bordeaux   | Francja | Ligue 2              | 31    | 3      |
| 1992/93 | Girondins Bordeaux   | Francja | Ligue 1              | 33    | 1      |
| 1993/94 | Girondins Bordeaux   | Francja | Ligue 1              | 37    | 2      |
| 1994/95 | Girondins Bordeaux   | Francja | Ligue 1              | 29    | 1      |
| 1995/96 | Toulouse FC          | Francja | Ligue 2              | 39    | 1      |
| 1996/97 | US Créteil-Lusitanos | Francja | Championnat National | ?     | ?      |
| 1997/98 | US Créteil-Lusitanos | Francja | Championnat National | ?     | ?      |

## Kariera reprezentacyjna
W reprezentacji Francji Sénac zadebiutował 21 listopada 1984 roku w wygranym 1:0 meczu eliminacji do Mistrzostw Świata 1986 z reprezentacją Bułgarii. Ogółem od 1984 do 1987 roku rozegrał w kadrze narodowej 3 mecze.
W 1984 roku Sénac był w kadrze Francji na Igrzyska Olimpijskie w Los Angeles. Wraz z Francją zdobył wówczas złoty medal.
| Mecze i gole w reprezentacji | Mecze i gole w reprezentacji | Mecze i gole w reprezentacji | Mecze i gole w reprezentacji | Mecze i gole w reprezentacji | Mecze i gole w reprezentacji | Mecze i gole w reprezentacji |
| #                            | Data                         | Stadion                      | Rywal                        | Wynik                        | Gol                          | Rozgrywki                    |
| 1984                         | 1984                         | 1984                         | 1984                         | 1984                         | 1984                         | 1984                         |
| ---------------------------- | ---------------------------- | ---------------------------- | ---------------------------- | ---------------------------- | ---------------------------- | ---------------------------- |
| 1.                           | 21.11.1984                   | Paryż, Francja               | Bułgaria                     | 1:0                          | 0                            | el. MŚ 1986                  |
| 2.                           | 08.12.1984                   | Paryż, Francja               | NRD                          | 2:0                          | 0                            | el. MŚ 1986                  |
| 1987                         |                              |                              |                              |                              |                              |                              |
| 3.                           | 14.10.1987                   | Paryż, Francja               | Norwegia                     | 1:1                          | 0                            | el. ME 1988                  |